# واکنش نف
واکنش نف (به انگلیسی: Nef reaction) یک واکنش شیمیایی در شیمی آلی است که طی آن یک نمک نیتروآلکان نوع اول یا دوم (۱) با یک واکنش آبکافت اسیدی به یک آلدهید (یا کتون) (۳) و مولکول دی نیتروژن مونوکسید(۴) تولید می‌شود. این نام واکنش نخستین بار توسط شیمیدان سوئیسی-آمریکایی جان اولریش نف در سال ۱۸۹۴ میلادی کشف و توصیف گردید.

## سازوکار
سازوکار این واکنش به صورت زیر است: